# Elfi Eder
Elfriede »Elfi« Eder, avstrijska alpska smučarka, 5. januar 1970, Leogang, Avstrija.
Elfi Eder je nastopila na Zimskih olimpijskih igrah 1994 v Lillehammerju, kjer je osvojila naslov olimpijske podprvakinje v slalomu. Na svetovnih prvenstvih je v tej disciplini osvojila bronasto medaljo leta 1993 v Morioki. V svetovnem pokalu je osvojila tri zmage v slalomu, vse leta 1995. Ob koncu kariere, v letih 1998 in 1999, je nastopala za Grenado.
Tudi njena sestra Sylvia Eder, je bila alpska smučarka.

## Svetovni pokal

### Posamične zmage
| Datum        | Prizorišče | Disciplina |
| ------------ | ---------- | ---------- |
| 18. november | Vail       | Slalom     |
| 17. december | St. Anton  | Slalom     |
| 30. december | Semmering  | Slalom     |